# Кільця Землі
Кільця Землі — гіпотетичний астрономічний об'єкт, що є плоскими концентричними утвореннями, що складаються з пилу або інших компонентів, що обертаються навколо Землі.

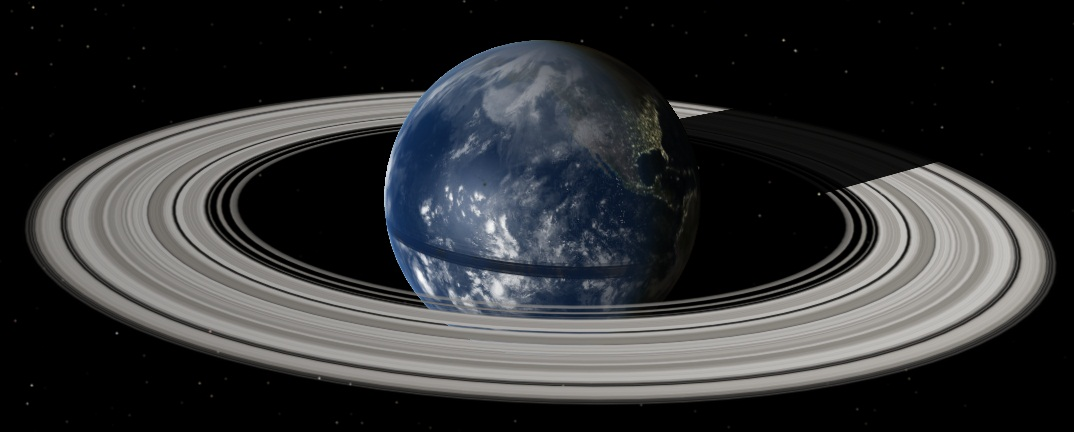
Згенероване програмою Celestia зображення Землі з кільцями. Видно широка тінь, що відкидається планетою на кільця, і вузька тінь від кілець на поверхні (за екватором)

В даний час кільця виявлені у Сатурна, Юпітера, Урана і Нептуна, можливо також їхнє існування в Реї (супутника Сатурна) і Плутона.

## Гіпотези про нестабільність кілець
За словами Лінди Спілкер з Jet Propulsion Laboratory, фахівця з кільцевих систем планет, гіпотетична система кілець навколо Землі була нестабільною і могла бути зруйнована протягом короткого (за астрономічними масштабами) періоду. Основними факторами, що визначають нестабільність кільця, є припливний вплив Місяця і Сонця, кільце, що руйнує, а також сонячний вітер, що вимітає з навколоземного простору дрібні складові кільця.

## Гіпотези про існування кілець у минулому
У 1980 році в журналі Nature була опублікована стаття, автор якої, Джон О'Кіф з Goddard Space Flight Center, припустив, що 34 мільйони років тому у Землі могли існувати кільця, подібні до кільця Сатурна. О'Кіф пов'язав зменшення зимових температур у пізньому еоцені з випаданням великої кількості тектитів.
Він припустив, що тектити та мікротектити, захоплені гравітаційним полем Землі, могли утворити кільце, стабільне протягом кількох мільйонів років. Затінення Землі кільцем могло призвести до глобального похолодання, з яким пов'язується вимирання багатьох видів морських організмів у пізньому еоцені.
На думку Пітера Фосетта (Університет Нью-Мексико) та Марка Бослоу (Sandia National Laboratories, Міністерство енергетики США), формування системи кілець, що складаються з речовини, викинутої при зіткненні комет та астероїдів із Землею, могло стати однією з причин глобального заледеніння.
Дослідження повідомлень про падіння метеоритів, спостереження болідів та метеорних потоків за період з 800 року до н. е. по 1750 н. е., проведене вченими Національного музею Данії, показало, що можна виділити 16 періодів збільшення числа подібних явищ. Автори дослідження пов'язують такі збільшення з розпадом захопленого Землею невеликого небесного тіла (комети або астероїда) у межі Роша з подальшим утворенням кільця та випаданням його матеріалу у формі метеорів та метеоритів.

## Гіпотези про наявність кілець в даний час
Згідно з повідомленням, надрукованим у журналі «Наука і життя» у 1988 році, радянськими вченими на початку 1980-х років на основі обробки даних супутників «Електрон-1», «Електрон-3» та «ГЕОС-2» було зроблено висновок , Що Землі є кільця, що з дрібних порошинок і що розташовуються з відривом від 400 до 235 000 км від поверхні планети, причому щільність кілець зменшується зі зростанням відстані Землі. Ці кільця по-різному нахилені до площини екватора і через невеликий розмір порошин невидимі із Землі. Було також зроблено висновок про наявність аналогічних кілець у Місяця (з даних, отриманих станцією «Луна-10»).
Вчені з Jet Propulsion Laboratory, використовуючи планетарний радар обсерваторії Голдстоун, виявили, що на висоті 600 км є потік дрібних частинок (6,4 частинки на квадратний кілометр на день, розміром від 1,8 мм), причому 40 % з них сконцентровані на одній або двох орбіт. Одним із можливих пояснень є наявність у Землі пилового кільця з нахилом 35,1°.

## Проєкти створення штучних кілець
Один із проектів Ніколи Тесли припускав будівництво навколо екватора Землі твердого кільця з використанням гігантської системи підпор. Після завершення будівництва підпірки мали бути прибрані, після чого кільце мало виявитися підвішеним у просторі, обертаючись з тією самою швидкістю, як і Земля. За словами Тесли, якби вдалося загальмувати обертання цього кільця, воно могло б використовуватися для подорожей із величезною швидкістю. Аналогічні проєкти з використанням сучасних технологій (наприклад, колосальних вуглецевих трубок) пропонуються і зараз.
На початку 1960-х років штучне кільце навколо Землі було створено Збройними силами США для потреб далекого радіозв'язку в рамках проєкту West Ford. Кільце складалося з 480 000 000 мідних дипольних антен (голки довжиною 1,78 см, діаметром 25,4 (1961) або 17,8 мкм (1963), виведених на орбіту. Перша спроба запуску відбулася 21 жовтня 1961, проте і по орбіті Успішний запуск відбувся 9 травня 1963 року, після чого кільце успішно використовувалося для радіозв'язку. -за протестів з боку вчених та громадськості щодо забруднення космосу. До 1970 більшість голок під впливом тиску сонячного вітру увійшли в атмосферу і опустилися на Землю; через їх невеликий розмір вони досягли поверхні неушкодженими: в Арктиці на квадратний кілометр випало до 5 голок. На 2008 рік кілька скупчень голок ще залишалося на орбіті.
Створення навколо Землі штучних кілець можна використовувати як спосіб зміни клімату. Так, за проектом американської компанії Star Technology and Research створення кам'яного кільця на екваторіальній орбіті дозволило б зменшити потік сонячних променів в екваторіальних районах Землі та компенсувати вплив глобального потепління. Вартість проекту оцінюється у суму від 6 трильйонів до 200 трильйонів доларів США у разі створення кам'яного кільця та 500 мільярдів доларів США при створенні кільця зі штучних супутників Землі.
При цьому зазначається, що будь-які спроби глобального впливу на клімат є небезпечними, оскільки немає достатнього розуміння процесів зміни клімату, зокрема їхньої стабільності.

## У мистецтві та культурі
- У другому сезоні телесеріалу «Грозове каміння» головний герой знищує гігантську комету, яка загрожує життю Землі. Її уламки утворюють кільце.
- У фільмі «Машина часу» (2002) через термоядерні вибухи, що використовуються при будівництві місячної колонії, Місяць розколюється і утворює кільце зі своїх уламків.
- У фільмі «Зоряний десант» в одному з епізодів є штучне кільце навколо Місяця, яке, мабуть, використовується як гігантський порт для міжпланетних кораблів.
- В аніме «Mobile Suit Gundam 00» Землю оперізує штучне кільце на трьох підпорах, яке використовується людьми як масивна сонячна електростанція.